# Блискуче узагальнення
Блискуче узагальнення — емоційно приваблива фраза, яка настільки тісно пов'язана з високоцінованими концепціями та переконаннями, що є переконливою, не підтверджуючи інформації чи причини. Такі високоціновані концепції викликають загальне схвалення та визнання. Вони звертаються до таких емоцій, як любов до батьківщини та дому, прагнення до миру, свободи, слави та честі. Вони просять схвалення без вивчення причини. Зазвичай вони використовуються в пропагандистських плакатах/рекламі та використовуються пропагандистами та політиками.

## Походження
Термін датується серединою 19 століття в американському контексті. Прихильники скасування рабства стверджували, що цей інститут суперечить Декларації незалежності США в частині про те, що «всі люди створені рівними» і мають природні права на «життя, свободу та прагнення до щастя». Опоненти з числа прихильників рабства заперечили, що Декларація була збіркою надихаючих заяв, призначених для революції, а не конкретним набором принципів для громадянського суспільства. Руфус Чоат, сенатор від Массачусетса від партії вігів, ймовірно, вніс цей термін у загальний дискурс у своєму публічному листі в серпні 1856 року до комітету вігів штату Мен. У листі Чоут висловив побоювання, що антирабовласницькі віги, натхненні «блискучими та здоровими загальними положеннями» Декларації, знищить Союз. Лист — і особливо фраза Чоата — стали темою багатьох публічних дебатів у північній пресі. Однак незрозуміло, чи була ця фраза створена Чоатом чи Франкліном Дж. Дікманом, суддею та вченим-правником тієї епохи. Авраам Лінкольн у листі до Генрі Л. Пірса від 6 квітня 1859 року критикував політичних опонентів того часу, які зневажали основоположні принципи Томаса Джефферсона як «блискучі загальні положення». Лінкольн стверджував, що абстрактні ідеали Джефферсона були не просто риторикою, а «визначеннями та аксіомами вільного суспільства».
Потім цей термін став використовуватися для будь-якого набору ідей чи принципів, які є привабливими, але неспецифічними. У 1930-х роках Інститут аналізу пропаганди популяризував цей термін як один із своїх «семи прийомів пропаганди».

## Якості
Блискуче узагальнення має дві якості: вона невиразна і має позитивні конотаціїі. Слова та фрази, такі як «загальне благо», «реформа», «мужність», «демократія», «свобода», «надія», «патріотизм», «сила» — це терміни, з якими люди в усьому світі мають потужні асоціації, і вони можуть мати проблеми з незгодою їх. Однак ці слова дуже абстрактні і неоднозначні, і існують суттєві відмінності щодо того, що вони насправді означають або мають означати в реальному світі. Джордж Орвелл докладно описав такі слова у своєму есе «Політика та англійська мова»
Слова «демократія, соціалізм, свобода, патріотичний, реалістичний, справедливий» мають кожне з них кілька різних значень, які не можуть бути узгоджені одне з одним. У випадку такого слова, як «демократія», не тільки немає узгодженого визначення, але спроба його зробити опирається з усіх боків. Майже повсюдно вважається, що коли ми називаємо країну демократичною, ми її вихваляємо: отже, захисники будь-якого режиму стверджують, що це демократія, і бояться, що їм доведеться припинити вживати це слово, якби воно було пов'язано з будь-яким одне значення. Слова такого роду часто вживаються свідомо нечесно. Тобто людина, яка їх використовує, має власне приватне визначення, але дозволяє своєму слухачеві думати, що він має на увазі щось зовсім інше. Заяви на кшталт «Маршал Петен був справжнім патріотом», «Радянська преса — найвільніша у світі», «Католицька церква виступає проти переслідувань», майже завжди робляться з наміром обдурити. Інші слова, які вживаються у змінних значеннях, у більшості випадків більш-менш нечесно, такі: «клас, тоталітарний, ліберальний, реакційний, рівність».